# Lycopodium hippuris
Lycopodium hippuris là một loài thực vật có mạch trong Họ Thạch tùng. Loài này được E. Desv. ex Poir. mô tả khoa học đầu tiên năm 1814.